# Empress Gifty Osei
Empress Gifty Osei (còn gọi là Gifty Osei) là một nhạc sĩ và tín đồ thời trang người Ghana từng đoạt giải thưởng. Cô đã được trao giải Nghệ sĩ của năm trong Giải thưởng Âm nhạc Phúc âm Quốc gia 2018. Năm 2019, cô dẫn đầu danh sách đề cử trong Giải thưởng âm nhạc thờ cúng toàn cầu Maranatha được tổ chức tại Kenya.

## Cuộc sống cá nhân
Cô đã kết hôn với chính trị gia Ghana, Hopeson Adorye.